# Гримальдо, Хоао
Хоао Альберто Гримальдо Убудия (исп. Joao Alberto Grimaldo Ubidia; род. 20 февраля 2003, Лима) — перуанский футболист, нападающий клуба «Спортинг Кристал» и сборной Перу. 

## Клубная карьера
Гримальдо — воспитанник клубов «Эстер Гранде» и «Спортинг Кристал». 20 ноября 2020 года в матче против «Академия Кантолао» он дебютировал в перуанской Премьере в составе последних. В своём дебютном сезоне Гримальдо стал чемпионом Перу. 2 апреля 2022 года в поединке против «Универсидад Сан-Мартин» Хоао забил свой первый гол за «Спортинг Кристал». 

## Международная карьера
В 2019 году в составе юношеской сборной Перу Гримальдо принял участие домашнем юношеском чемпионате Южной Америке. На турнире он сыграл в матчах против команд Венесуэлы, Боливии, Аргентины, Парагвая, Уругвая, а также дважды Чили и Эквадора.

## Достижения
Командные
 «Спортинг Кристал»
- Победитель перуанской Примеры — 2020